# رف كبريتي
الرف الكبريتي "Laetiporus" (بالإنجليزية: Sulfur Shelf أو Sulphur Shelf) هو جنس من الفطر الصالح للأكل الذي ينمو في مناطق متعددة في العالم، والذي يتميز بافتقاره لسيقان محددة، وبترتيبه وتكوينه الشبيه بالرفوف. يعرف هذا الفطر بعدة أسماء، مثل فطر الفرخ (الدجاج)، وفرخ الغابة (الذي يختلف عن فطر دجاجة الغابة)، وقد استدرجت هذه التسميات من الطعم المميز للرف الكبريتي، الشبيه بطعم الدجاج الليموني (المتبل بالليمون).
ينمو فطر الرف الكبريتي على هيئة رفوف كبيرة مكونة من خيوط الهيفا، وتتراوح في عرضها 2 إلى 10 بوصات تقريباً، وقد يزن البعض منها ما يقارب 45 كيلوغرام. للفطر اليافع ملمس مطاطي ورطب، ولون كبريتي مع أطراف برتقالية اللون. أما الفطر المعمر، فيتميز بملمس هش ولون خافت، وبوجود ثقوب صنعت بواسطة نمل الأرض. يتواجد هذا الفطر في العادة على جروح أنواع معينة من الأشجار، كالبلوط أو السنديان بشكل خاص. وبالرغم من أن الرف الكبريتي ينمو على أشجار حية، إلا أنه ليس طفيلياً، وقلما يسبب موت الشجرة، لكنه قد يعمل على تحللها، وبالتالي تهالك بعض أجزائها.
يحضر الرف الكبريتي بنفس طرق تحضير الدجاج تقريباً، ويمكن استخدامها كبديل للدجاج في الأطباق الخاصة بالنباتيين. كذلك، يمكن حفظه مجمداً لمدة طويلة نسبياً. لكن، ينصح بتوخي الحذر أثناء تناول هذا الفطر، حيث أنه قد يسبب حدوث انفعالات ناتجة من التحسس، ويعتقد أن عدة عوامل تؤثر على هذا الأمر، من ناحية درجة التحسس، أو البروتينات الموجودة في الفطر، أو المواد السامة التي يمتصها الفطر من الخشب الذي ينمو عليه، أو تناول الفطر المعمر المتحلل. لذلك، ينصح بتناول الفطر اليافع والطازج، بحيث تؤكل كميات صغيرة لتجربتها.